# Podranea brycei
Podranea brycei là một loài thực vật có hoa trong họ Chùm ớt. Loài này được (N.E.Br.) Sprague miêu tả khoa học đầu tiên năm 1906.